# حرمله
حَرمله بن کاهل اسدی در نبرد کربلا جزو لشکر عمر بن سعد و به روایت شیعه قاتل علی‌اصغر پسر حسین و نتیجهٔ محمد در روز عاشورای سال ۶۱ قمری بود.
بنا به روایت منابع شیعه، بعد از قیام مختار ثقفی در کوفه، افراد مختار به دنبال حرمله بودند تا اینکه بالاخره لشکر مختار او را محاصره کردند و مختار او را کشت.